# Tsjechische ijshockeybond
De Český svaz ledního hokeje is de nationale ijshockeybond van Tsjechië. De bond is opgericht in 1908 als de nationale ijshockeybond van Bohemen (later Tsjecho-Slowakije) en was een van de mede-oprichters van de IIHF. Bij de splitsing in 1993 van Tsjecho-Slowakije in Tsjechié en Slowakije werd doorgegaan als bond van Tsjechië. De bond organiseert jaarlijks onder andere de Extraliga en de Czech Hockey Games als onderdeel van de Euro Hockey Tour en regelmatig internationale toernooien zoals het wereldkampioenschap in 2004 en 2015.